# Euphrosine cirratepropinqua
Euphrosine cirratepropinqua är en ringmaskart som beskrevs av Amoureux 1982. Euphrosine cirratepropinqua ingår i släktet Euphrosine och familjen Euphrosinidae. Inga underarter finns listade i Catalogue of Life.